# Puyo Puyo! 15th Anniversary
Puyo Puyo! 15th Anniversary (フィフティーンス アニバーサリー, Puyopuyo 15th anniversary) é um jogo da série Puyo Puyo, desenvolvido pela Sonic Team e publicado pela Sega para o Nintendo DS, PlayStation 2, PlayStation Portable e Wii. Este é o primeiro jogo de Puyo Puyo a ser lançado no console Wii. Este é um jogo em comemoração ao 15º aniversário da série.

## História
Sra. Accord, a professora da escola de magia Primp, informa a Sig que haverá um torneio para jogar, e que todos estão em competição; a recompensa é uma medalha que vai conceder o desejo de alguém. Outra cena mostra Amitie e Arle se engajando no jogo de acordo com as regras, e Sig, ainda tão perturbado como nunca, terminou por implorar também, mas não antes que eles vissem seis cometas caírem na terra. Sig, percebendo que essa é uma grande descoberta, decidiu ignorar de qualquer maneira e foi para a competição. Acontece que os "cometas", na verdade, são seis personagens conhecidos da série Madou, que são os personagens principais nos modos história.

## Jogabilidade
15th Anniversary tem um monte de novos modos e também inclui modos que imitam o original Puyo Puyo, Puyo Puyo 2 e Puyo Pop Fever. Na maioria dos casos, os jogadores são eliminados quando chegam no topo, e o último jogador (ou lateral) de pé ganha a rodada.
Puyo Puyo
Puyo Puyo 2
Puyo Puyo Fever
Big Puyo
Bomber
Endless Fever
Excavation
Spinner
Ice Blocks
Mission
Searchlight
Underwater